# Mariah Bandar
Mariah Bandar is een bestuurslaag in het regentschap Simalungun van de provincie Noord-Sumatra, Indonesië. Mariah Bandar telt 1793 inwoners (volkstelling 2010).